# Whaitsiidae
De Whaitsiidae zijn een familie van uitgestorven therocephalide therapsiden.
De Whaitsiidae in traditionele zin zijn een ontwikkelingsgraad van basale vormen.
De klade is gedefinieerd als alle Eutherocephalia nauwer verwant aan Theriognathus microps dan aan Ictidostoma hemburyi of Bauria cynops.